# Moruny
Moruny (deutsch Maraunen) ist ein kleiner Ort in der polnischen Woiwodschaft Ermland-Masuren und gehört zur Gmina Barciany (Barten) im Powiat Kętrzyński (Kreis Rastenburg).

## Geographische Lage
Moruny liegt in der nördlichen Mitte der Woiwodschaft Ermland-Masuren, acht Kilometer nördlich der Kreisstadt Kętrzyn (deutsch Rastenburg).

## Geschichte
Der um 1820 Cromonen genannte Ort war ein großes Vorwerk mit einer Ziegelei. Er gehörte zu Wehlack (polnisch Skierki) im gleichnamigen Amtsbezirk des ostpreußischen Kreises Rastenburg. Maraunen zählte 1820 elf Einwohner, 1885 waren es 76 und 1905 noch 64.
Im Jahre 1945 wurde Maraunen in Kriegsfolge mit dem gesamten südlichen Ostpreußen an Polen überstellt und erhielt die polnische Namensform „Moruny“. Heute ist die Siedlung (polnisch Osada) eine Ortschaft im Verbund der Landgemeinde Barciany (Barten) im Powiat Kętrzyński (Kreis Rastenburg), bis 1998 der Woiwodschaft Olsztyn, seither der Woiwodschaft Ermland-Masuren zugehörig.

## Kirche
Bis 1945 war Maraunen in die evangelische Kirche Wenden in der Kirchenprovinz Ostpreußen der Kirche der Altpreußischen Union sowie in die katholische Kirche Rastenburg im damaligen Bistum Ermland eingepfarrt.
Heute gehört Moruny zur katholischen Pfarrei Winda im jetzigen Erzbistum Ermland, außerdem zur evangelischen Johanneskirche Kętrzyn innerhalb der Diözese Masuren der Evangelisch-Augsburgischen Kirche in Polen.

## Verkehr
Moruny ist über eine Stichstraße zu erreichen, die bei Skierki (Wehlack) von der Woiwodschaftsstraße 591 (ehemalige deutsche Reichsstraße 141) abzweigt. Eine weitere Nebenstraße verbindet die Nachbarorte Szaty Wielkie (Groß Schatten) und Rowy (Rawlack) mit Moruny.
Eine Anbindung an den Bahnverkehr besteht nicht.